# Ulánhusz járás
Az Ulánhusz járás (mongol nyelven: Улаанхус сум) Mongólia Bajan-Ölgij tartományának egyik járása.
Székhelye Bilú (Билуу), mely 46 km-re nyugatra fekszik Ölgij tartományi székhelytől.
Északon Oroszországgal, keleten, délkeleten Szagszaj- és Bugat járással határos, déli és nyugati határai szinte körbeölelik Cengel járást.